# Nycticorax duboisi
El martinete de Reunión (Nycticorax duboisi) es una especie extinta de ave pelecaniforme de la familia Ardeidae que habitaba en la isla de Reunión, el océano Índico. Durante mucho tiempo solo se conocía por una descripción de Dubois publicada en 1674, hasta el descubrimiento de restos subfósiles en la isla a finales del siglo xx, que permitieron confirmar la existencia de esta especie.

## Extinción
Probablemente se extinguió alrededor de 1700. Sin embargo, las razones que llevaron a su extinción son desconocidas (ni la destrucción del hábitat ni los depredadores introducidos la habrían afectado mucho, ni parece haber sido el objetivo favorito de los cazadores) y puedo haber persistido hasta bastante después de esa fecha.